# Trousers
Trousers è un singolo del cantautore australiano Old Man River, pubblicato il 12 giugno 2006 come primo estratto dal primo album in studio Good Morning.

## Video musicale
Il videoclip è stato girato a Tokyo.

## Tracce
1. Trousers – 3:10
2. Table For 2 – 3:41
3. La – 3:39
4. I Threw It All Away – 2:43
5. Svenson 1 – 7:06